# ロイヤルグリーン
『ロイヤルグリーン』は、杉山美和子による日本の漫画作品。『ChuChu』（小学館）にて2006年4月号から同年6月号にかけて連載された。

## あらすじ
坂井心は、緑華学院高等部1年生。ずっと負け犬人生を送ってきたが、高校受験の日に雪で滑って転んだところを助けてもらい、負け犬人生にサヨナラするきっかけをくれた恩人の同じ高校の先輩を探している。その時もらった袱紗（ふくさ）に城石和泉のサインがあったので、茶道部へ向かう。

## 登場人物
坂井 心（さかい こころ）
恩人の先輩を探して同じ高校に入学する。
城石 和泉（しろいし いずみ）
茶道部部長。高2にして茶道の家元。緑華学院の理事長の御曹司。スーパーセレブ。通り名は「ホワイト和泉」。
ハルイチ
城石和泉の一番弟子でボディガードもしている。「ブラックのハルイチ」の通り名を持ち、つきまとった女子は消されるという黒い噂がある。

## 書誌情報
- 杉山美和子 『ロイヤルグリーン』 2006年9月29日初版発行、ISBN 4-09-130769-8
  - 読みきり作品「ラブボーダー50（フィフティー）」「もう恋なんてしない、けど。」を併録[1]。